# Чайка (Петропавлівська Борщагівка)

Колишня емблема клубу

«Чайка» — український футбольний клуб із села Петропавлівська Борщагівка Бучанського району Київської області. Створений 2008 року. Проводить домашні матчі на Центральному стадіоні імені Михайла Бруквенка в Макарові.
Чотириразовий срібний призер чемпіонату Київської області з футболу (2011, 2012, 2013, 2014), володар кубка області 2013 року.
Володар Кубка ААФУ 2013, учасник Кубка України 2014/2015 років.
Із сезону 2018/19 виступає у другій лізі чемпіонату України.

## Склад команди
Станом на 10 квітня 2025  року відповідно до офіційної заявки на сайті ПФЛ
| №  | Поз. | Нац.    | Гравець                   |
| -- | ---- | ------- | ------------------------- |
| 12 | ВР   | Україна | Олексій Слуцький          |
| 45 | ВР   | Україна | Володимир Коломієць       |
| 96 | ВР   | Україна | Єгор Шарій                |
| 3  | ЗХ   | Україна | Максим Півторак           |
| 4  | ЗХ   | Україна | Олександр Кальчук         |
| 21 | ЗХ   | Україна | Микита Баранов            |
| 23 | ЗХ   | Україна | Антон Музиченко (капітан) |
| 33 | ЗХ   | Україна | Олександр Бондарчук       |
| 40 | ЗХ   | Україна | Артем Махонін             |
| 55 | ЗХ   | Україна | Ростислав Ковальов        |
| 6  | ПЗ   | Україна | Артем Пустовіт            |

| №  | Поз. | Нац.    | Гравець                          |
| -- | ---- | ------- | -------------------------------- |
| 7  | ПЗ   | Україна | Олександр Гуськов (віце-капітан) |
| 8  | ПЗ   | Україна | Дмитро Шакун                     |
| 11 | ПЗ   | Україна | Максим Куделін                   |
| 19 | ПЗ   | Україна | Володимир Євстратенко            |
| 29 | ПЗ   | Україна | Глєб Венгер                      |
| 77 | ПЗ   | Україна | Степан Клименко                  |
| 90 | ПЗ   | Україна | Петро Савчук                     |
| 95 | ПЗ   | Україна | Дмитрій Сичевський               |
| 97 | ПЗ   | Україна | Олександр Савчук                 |
| 99 | ПЗ   | Україна | Даниїл Власюк                    |
| 9  | НП   | Україна | Валентин Овчарук                 |

## Статистика виступів
| Сезон   | Ліга      | М       | І  | В  | Н | П  | ГЗ | ГП | О  | Кубок України | Примітка             |
| ------- | --------- | ------- | -- | -- | - | -- | -- | -- | -- | ------------- | -------------------- |
| 2018–19 | Друга «А» | 8 з 10  | 27 | 8  | 7 | 12 | 28 | 28 | 31 | 1/64 фіналу   |                      |
| 2019–20 | Друга «А» | 7 з 11  | 20 | 7  | 5 | 8  | 25 | 21 | 26 | 1/32 фіналу   |                      |
| 2020–21 | Друга «А» | 8 з 13  | 24 | 6  | 7 | 11 | 26 | 32 | 25 | 1/64 фіналу   |                      |
| 2021–22 | Друга «А» | 12 з 15 | 19 | 3  | 6 | 10 | 16 | 40 | 15 | 1/64 фіналу   | чемпіонат не дограно |
| 2022–23 | Друга     | 3 з 10  | 18 | 10 | 5 | 3  | 33 | 20 | 35 | не проводився |                      |
| 2023–24 | Друга     | 4 з 15  | 26 | 15 | 6 | 5  | 43 | 18 | 51 | 1/64 фіналу   |                      |
| 2024–25 | Друга «Б» | 7 з 10  | 18 | 4  | 7 | 7  | 15 | 21 | 19 | 1/64 фіналу   |                      |